# Provincia Los Andes
Los Andes (Provincia de Los Andes) este o provincie din regiunea Valparaíso, Chile, cu o populație de 102.819 locuitori (2012) și o suprafață de 3054,1 km2.